# Aeroportul Internațional Priștina
Aeroportul Internațional Pristina „Adem Jashari” (în albaneză Aeroporti Ndërkombëtar i Prishtinës "Adem Jashari"; (IATA: PRN, ICAO: BKPR) este un aeroport internațional situat la 15 kilometri sud-vest de Pristina, Kosovo. Aeroportul are zboruri către numeroase destinații europene. A fost fondat în 1965.
Aeroportul are un tranzit de peste 2 milioane de pasageri pe an  și este singurul port de intrare pentru călătorii aerieni în Kosovo.  Este numit în onoarea lui Adem Jashari, fondatorul Armatei de Eliberare din Kosovo, care a luptat pentru separarea provinciei Kosovo față de Republica Federală Iugoslavia în anii 1990. Aeroportul Internațional Priștina servește ca un nod aerian secundar pentru compania Adria Airways din Slovenia.

## Istorie
În perioada 12-26 iunie 1999 a avut loc un incident scurt, dar tensionat între NATO și forța rusă KFOR din Kosovo, incident în care trupele rusești au ocupat aeroportul. Un contingent de 200 militari ruși dislocați în Bosnia și Herțegovina a trecut în Kosovo și a ocupat aeroportul din Priștina, capitala provinciei Kosovo.
Platforma de staționare a avioanelor și terminalul de pasageri au fost renovate și extinse în 2002 și din nou în 2009. În iunie 2006, Aeroportul Internațional Priștina a primit Premiul Cel mai bun aeroport din 2006 din partea Airports Council International (ACI). Aeroporturile câștigătoare au fost selectate în funcție de excelență și realizări pe o serie de discipline, inclusiv dezvoltarea aeroportului, operațiunile, facilitățile, securitatea și siguranța și serviciile oferite clienților.
La 12 noiembrie 2008, Aeroportul Internațional Priștina a primit pentru prima dată în istoria sa un milion de pasageri anual (fără a se ține cont de militari). O ceremonie specială a avut loc la aeroport unde pasagerul considerat a fi al un milionulea  a primit un bilet de întoarcere gratuit spre o destinație la alegerea sa.
Datorită disputei în desfășurare dintre Serbia și Kosovo, zborurile către și de la Aeroportul Internațional Priștina sunt afectate de refuzul serviciului controlului de trafic din Serbia, SMATSA, de a permite zboruri prin spațiul aerian sârb. În cele din urmă au rezultat rute de zbor care evită teritoriul sârbesc, cu zboruri către Priștina care trec prin spațiul aerian albanez sau macedonean. În general, această dispută poate adăuga până la 30 de minute la durata de zbor, iar discuțiile pentru depășirea acestui litigiu au eșuat până acum. Fiind singurul aeroport operațional din regiunea imediată, orice deviere ar trebui în cele din urmă să ajungă în Macedonia, Albania sau Bulgaria, dat fiind faptul că Aeroportul Gjakova sau Đakovica (cel mai apropiat) este încă închis.

## Linii aeriene și destinații
Următoarele companii aeriene operează zboruri regulate și charter către și dinspre Priștina:
| Linii aeriene                 | Destinații |
| ----------------------------- | --- |
| Adria Airways                 | Frankfurt, Ljubljana, Munich                                                                                                   |
| Austrian Airlines             | Vienna |
| easyJet                       | Berlin–Schönefeld |
| easyJet Switzerland           | Basel/Mulhouse, Geneva |
| Edelweiss Air                 | Zürich |
| Eurowings                     | Basel/Mulhouse (din 19 iunie 2019), Cologne/Bonn, Düsseldorf, Geneva (din 19 iunie 2019), Hamburg, Hannover, Munich, Stuttgart |
| Norwegian Air Shuttle         | Helsinki, Oslo–Gardermoen Sezonier: Copenhagen, Gothenburg, Stockholm-Arlanda                                                  |
| Orange2Fly                    | Charter: Basel/Mulhouse, Düsseldorf, Malmö, Munich, Stuttgart                                                                  |
| Pegasus Airlines              | Istanbul–Sabiha Gökçen |
| Scandinavian Airlines         | Sezonier: Gothenburg, Oslo–Gardermoen, Stockholm-Arlanda                                                                       |
| Swiss International Air Lines | Geneva |
| TUI fly Belgium               | Brussels |
| Turkish Airlines              | Istanbul |
| Wizz Air                      | Basel/Mulhouse, Budapest, Dortmund, London–Luton, Memmingen                                                                    |

## Statistici

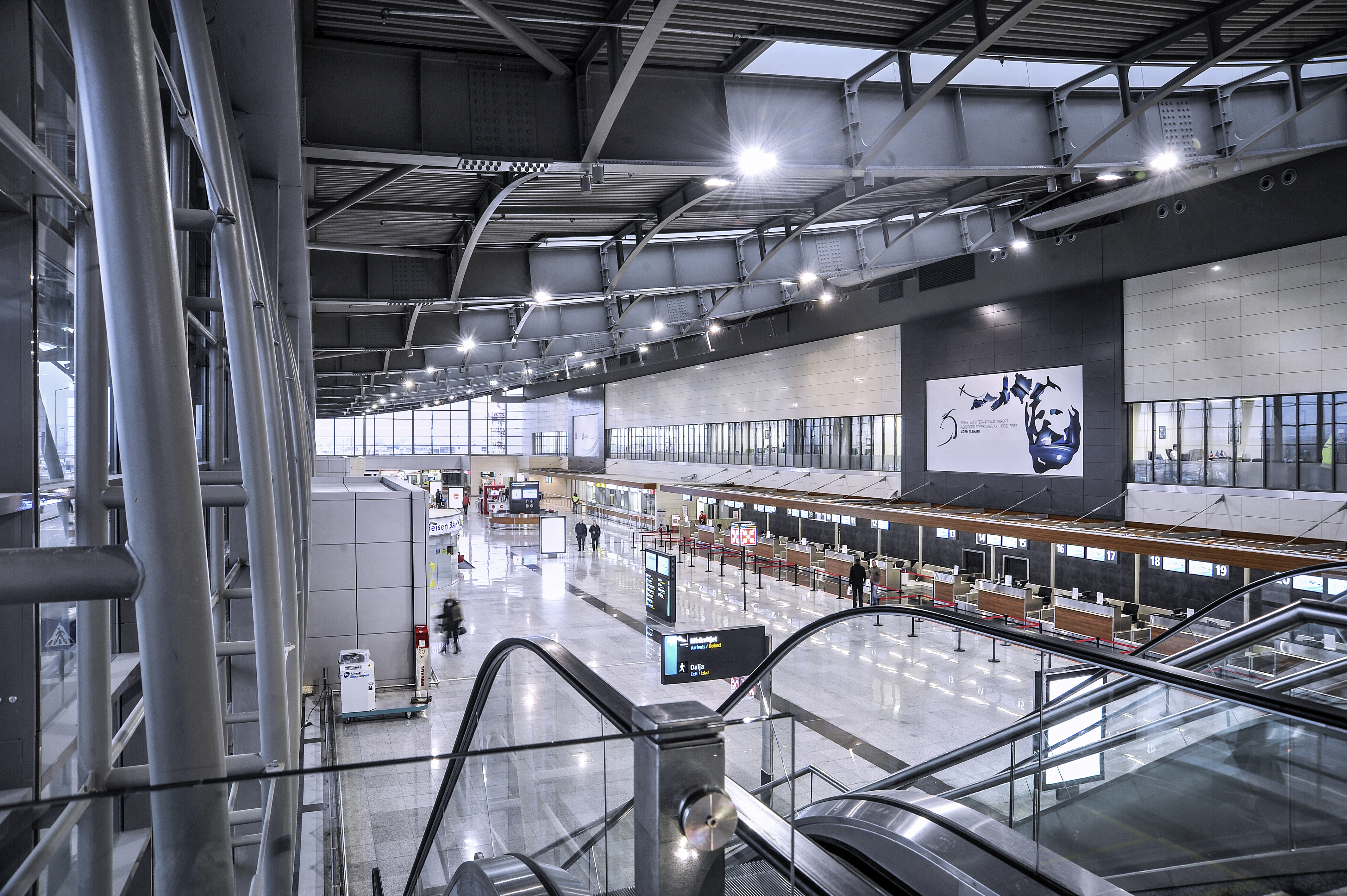
Sala de verificări

| An                             | Pasageri | Diferența | Zboruri | Diferența |
| ------------------------------ | -------- | --------- | ------- | --------- |
| 2004                           | 910797   | 9,1%      | 4716    | 13,3%     |
| 2005                           | 930346   | ▲ 2,1%    | 4983    | ▲ 5,7%    |
| 2006                           | 882731   | ▼ 5,1%    | 4077    | ▼ 18,2%   |
| 2007                           | 990259   | ▲ 12,2%   | 4316    | ▲ 5,9%    |
| 2008                           | 1130639  | ▲ 14,2%   | 4928    | ▲ 14,2%   |
| 2009                           | 1191978  | ▲ 5,4%    | 5709    | ▲ 15,9%   |
| 2010                           | 1305532  | ▲ 9,5%    | 6143    | ▲ 7,6%    |
| 2011                           | 1422302  | ▲ 8,9%    | 6738    | ▲ 9,7%    |
| 2012                           | 1527134  | ▲ 7,4%    | 6947    | ▲ 3,1%    |
| 2013                           | 1628678  | ▲ 6,6%    | 7305    | ▲ 5,2%    |
| 2014                           | 1404775  | ▼ 13,7%   | 5994    | ▼ 17,9%   |
| 2015                           | 1549198  | ▲ 10,3%   | 6773    | ▲ 13,0%   |
| 2016                           | 1744202  | ▲ 12,6%   | 7254    | ▲ 7,1%    |
| 2017                           | 1885136  | ▲ 8,0%    | 7508    | ▲ 3,5%    |
| 2018                           | 2165749  | ▲ 14,7%   | 8388    | ▲ 11,7%   |
| 2019 (1 ianuarie – 30 aprilie) | 668229   | ▲ 12,1%   | 1321    | ▲ 17,8%   |